# Горно Каласлари
Горњи Каласлари (мкд. Горно Каласлари) су насеље у Северној Македонији, у средишњем делу државе. Горњи Каласлари су насеље у оквиру општине Велес.

## Географија
Горњи Каласлари су смештени у средишњем делу Северне Македоније. Од најближег града, Велеса, село је удаљено 8 km југоисточно.
Село Горњи Каласлари се налази у историјској области Повардарје. Село је смештено уз десну обалу Вардара, на приближно 250 метара надморске висине. Источно од насеља диже се побрђе.
Месна клима је измењена континентална са значајним утицајем Егејског мора (жарка лета).

## Становништво
Горњи Каласлари су према последњем попису из 2002. године имали 38 становника.
Већинско становништво у насељу су Албанци (95%), а остало су махом етнички Македонци. Са демографског гледишта занимљиво је то што за разлику од суседног села Доњих Караслара, где Македонци живе у већини и где број становника расте, у овом селу број становника опада. До почетка 20. века искључиво становништво у селу били су Турци, који су потом спонтано иселили у матицу.
Претежна вероисповест месног становништва је ислам.